# Диего Фернандес де Кордова-и-Монтемайор
Диего Фернандес де Кордова-и-Монтемайор (исп. Diego Fernández de Córdoba y Montemayor; 1410 — 16 августа 1481, замок Баэна) — кастильский дворянин и военный, 1-й граф Кабра и 3-й сеньор Баэна, известным своей военной службой во время правления Энрике IV Кастильского. Он был близким родственником короля Арагона Фердинанда Католика.

## Биография
Диего был членом Дома Кордовы, чьим генеархом был Фернан Нуньес де Темес, муж Леонор, дочери адалида и главного судебного пристава Севильи Доминго Муньоса, который был с королем Фердинандом III в 1236 году во время завоевания Кордовы. Его родителями были Хуана де Монтемайор-и-Кордова, и Педро Фернандес де Кордова-и-Рохас, 2-й сеньор Баэна (+ 1435), сын от первого брака Диего Фернандеса де Кордовы (1355—1435) с Санчей Гарсия де Рохас. Овдовев от Санчи, Диего повторно женился на Инес де Айяла (+ 1453), от брака с которой у него была дочь Марина Фернандес де Кордова (1394—1431), мать Хуаны Энрикес (1425—1468), в свою очередь, мать короля Фернандо эль Католика, который называл первого графа Кабры дядей.
Он сменил своего деда во сеньории Баэнэ и в должностях маршала Кастилии, альгвасила, старшего альфереса Кордовы и алькальда Кабры. 30 марта 1439 года монарх Хуан II вознаградил его военные усилия на границе с Гранадским эмиратом, пожаловав ему владение городом Кабра. Однако в конфликте, который должен был возникнуть между королем и инфантами Арагона, Диего решил поддержать последних, что разозлило суверена, даже лишив его некоторых государственных должностей главного судебного пристава Кордовы в пользу Педро Фернандес де Кордова, сеньора Агилара. Это, вероятно, источник вражды между этими двумя родственными домами.
Добившись королевского помилования, 2 сентября 1455 года он получил от короля Энрике IV титул графа де Кабры за свои военные заслуги в Гранадской кампании. Это был первый дворянский титул, которого удостоились все Фернандес де Кордова, и третий во всей Андалусии. В 1462 году он сыграл важную роль во взятии Арчидоны, за что ему был передан город Кастро-дель-Рио, которым он не завладел, за что он получил взамен алькальда Алькалы-ла-Реаль и пожалование в виде городов Иснахар, Руте и Замбра.
Во время войны за наследство кастильской короны между Энрике IV и его сводным братом Альфонсо Кастильским он остался верен монарху. За этот факт король отдал ему город Алькала-ла-Реаль, губернатором которого он уже был, а также город Кастильо-де-Локубин. После смерти инфанта Альфонсо Кастильского в 1468 году он выбрал Изабеллу Католичку, чтобы занять трон, тем самым желая предотвратить восхождение на трон Хуаны ла Бельтранехи.
20 апреля 1476 года католические монархи выдали привилегию в пользу его жены Менсии Рамирес де Агилера, в которой граф Диего победил Энрике де Фигередо, нелояльного кастильской короне лидера, который пытался вместе с другими повстанцами захватить замок Сабиоте, собственность епископа Хаэн Иньиго Манрике де Лара.
За пять лет до своей смерти, которая произошла 16 августа 1481 года, и, несмотря на преклонный возраст, он находился в осаде Баэсы в 1476 году. Он был похоронен в монастыре Санта-Марта-де-Кордова вместе со своей женой Марией Каррильо.

## Браки и потомство
Сначала он женился на Марии Каррильо де Альборнос-и-Венегас, дочери Педро Каррильо де Альборноса, 4-го сеньора Сантофимии, Торрефранка, эль-Гуихо-и-эль-Визо, маршала Кастилии, и Беатрис Венегас, 6 -й леди Тминов. Они родились по этой ссылке:
- Педро Фернандес де Кордова-и-Каррильо, умерший в младенчестве
- Диего Фернандес де Кордоба и Карриль де Альборнос (ок. 1438—1487), который унаследовал поместья своего отца и был 2-м графом Кабры, 2-м виконтом Иснахара, 3-м сеньором Баэны, маршалом Кастилии и главным альгвасилом Кордовы
- Мартин де Кордова-и-Каррильо (ум. 28 августа 1488), сеньор Сальсарехос, Посадас, Пеньяфлор, Ла-Рейна и Торресилья. Он также был алькальдом Сантаэльи, рыцарем Ордена Сантьяго, женат в 1462 году на Марии Понсе де Леон, первой сеньоры Донадиос де ла Кампана, прародителей маркизов Пуэбла-де-лос-Инфантес
- Гомес де Кордова, умер бездетным
- Санчо де Кордова-Рохас-и-Каррильо, сеньор Нуньо, 1-й сеньор Каса-Пальма, женат на Маргарите де Лемос-и-Мейра, родители графов Каса-Пальма
- Гонсало Каррильо де Кордова, старший королевский гвардеец, комендадор Аргамасильей в Ордене Калатравы, рыцарь Ордена из Кордовы и капитан пограничной службы, женат на Констанце де Сервантес
- Алонсо Фернандес де Кордова
- Мария Каррильо де Кордова, жена Мартина Альфонсо де Кордова, 4-го сеньора Алькаудете и Монтемайора, бабушка и дедушка 1-го графа Алькаудете
- Франсиска Каррильо из Кордова
- Беатрис Каррильо де Кордова, вышла замуж в Баэне 29 июня 1469 года за Луиса Портокарреро, 7-го сеньора Пальма-де-Рио и Альменара
- Санча Фернандес де Кордова, замужем за Франсиско Фернандес де Кордова-и-Бенавидес, 5-м сеньором Гвадалькасар, родители маркизов Гвадалькасар
- Хуана де Кордова, монахиня ордена Святого Иеронима в монастыре Лас-Дуэньяс, а затем в Санта-Мария, Кордова;
- Констанца де Кордова, как и ее сестра, монахиня-иеронимитка, в монастыре Лас-Дуэньяс, а затем в Санта-Марии, Кордова.

Он женился во втором браке на Менсии Рамирес де Агилера, дочери Франсиско Рамирес де Валенсуэла и Беатрис де Аранда, от брака с которой у него были дети:
- Луис Фернандес де Кордова, от которого графы Пуэртоллано произошли по женской ветви. Он была мастерсела католических монархов и их дочери Хуаны I Кастильской
- Франсиско Фернандес де Кордова, джентльмен палаты Карлоса I Испании
- Луис Фернандес де Кордова и Рамирес де Агилера
- Франциска де Кордова, монахиня монастыря Санта-Марта (Кордова), а затем основательница монастыря Баэна
- Менсия де Кордова и Рамирес де Агилера, религиозные, как и ее сестра, также были бессменными настоятельницами Баэны.

У него также было двое внебрачных детей:
- Педро Фернандес де Кордова
- Тереза Фернандес из Кордова